# 郎顗
郎顗（?—?），字雅光，北海郡安丘县（今山东省安丘市）人，东汉儒学家。郎宗之子。
郎顗承父业，习治“京氏《易》”。通晓经典，隐居海边，招收学生数百人。白天研究精义，夜占星象，勤心锐思，朝夕不倦。州郡推举任职，都不就任。汉顺帝时，灾异多次出现，阳嘉二年（133年），朝廷以公车征召，郎顗于是赴阙拜见，陈述关于各地灾异，多引用《易内传》、《诗经》、《尚书》及纬书为说。前后上书十事，推荐黄琼、李固。被皇帝召拜郎中，没有就任，回家。同郡孙礼听说他的大名，想要和他建立友好关系。郎顗没有结交，因此结怨，为孙礼所杀。

## 延伸阅读
[在维基数据编辑]
 《後漢書·卷30下》，出自范晔《後漢書》